# Пролётное
Пролётное (укр. Пролітне, крымскотат. Prolötnoye) — село в Симферопольском районе Крыма, входит в состав Широковского сельского поселения (Широковского сельского совета).

## Население
| 2001 | 2014 |
| ---- | ---- |
| 79   | ↗175 |

Всеукраинская перепись 2001 года показала следующее распределение по носителям языка
| Язык       | Процент |
| ---------- | ------- |
| русский    | 93,67   |
| украинский | 6,33    |

## Современное состояние
В Пролётном 2 улицы — Железнодорожная и Центральная, площадь, занимаемая селом, 2,3 гектара, на которой в 32 дворах, по данным сельсовета на 2009 год, числилось 68 жителей.

## География
Пролётное, село при железнодорожной станции Пролётная Крымской железной дороги, расположено на севере района, в степной зоне Крыма, высота центра села над уровнем моря — 82 м. Расстояние до Симферополя — примерно 31 километр (по шоссе). Транспортное сообщение осуществляется по региональной автодороге 35Н-171 Джанкой — Гвардейское (по украинской классификацииМ-18 Харьков — Симферополь). Соседние сёла: на западе Широкое — в 1 км, восточнее Новоандреевка, также в 1 км.
Впервые Пролётное в исторических документах встречается в «Справочник административно-территориального деления Крымской области на 15 июня 1960 года», как село Амурского сельсовета Октябрьского района. После упразднения в 1962 году Октябрьского района, во исполнение указа Президиума Верховного Совета УССР «Об укрупнении сельских районов Крымской области», от 30 декабря 1962 года Пролётное присоединили к Красногвардейскому району, а после восстановления в 1965 году Симферопольского, Пролётное вошло в состав района в составе Новоандреевского сельского совета. Решением Крымоблисполкома от 29 июня 1979 года образован Широковский сельсовет, в который вошло село. С 12 февраля 1991 года село в восстановленной Крымской АССР, 26 февраля 1992 года переименованной в Автономную Республику Крым. С 21 марта 2014 года в составе Крыма аннексировано Россией.